# Richard Dartigues
Pour les articles homonymes, voir Dartigues.
Richard Dartigues, né le 12 décembre 1922 à Paris et mort le 21 novembre 1996 à Eaubonne, est un responsable politique français. 

## Biographie
Militant du parti radical, proche des orientations de Pierre Mendès-France, il rejoint le Comité d'action démocratique fondé par ce dernier au moment de sa rupture avec le parti radical, en 1959.
Il devient alors, avec Charles Hernu, Georges Kiejman et Harris Puisais, un des piliers du « mendésisme », proche de son mentor qu'il accompagne dans tous ses combats et toutes ses campagnes. Il adhère au Parti socialiste autonome, qui devient le Parti socialiste unifié en 1960.
Il entre au comité politique national de ce parti en novembre 1963, et au bureau national lors du congrès suivant, en 1965.
En 1967, il est dans la minorité qui prône le rapprochement du PSU avec la FGDS. 
Après l'échec du « ticket » Defferre-Mendès à l'élection présidentielle de 1969, Dartigues s'éloigne progressivement de la politique.
Dans les années 1980, il suit la publication des œuvres de Pierre Mendès-France.